# Károly Khuen-Héderváry
Károly, comte Khuen-Héderváry, né Károly Khuen de Belás le 23 mai 1849 à Bad Gräfenberg — aujourd'hui Jeseník — et décédé le 16 février 1918 à Budapest, est un homme politique hongrois.

## Biographie
Fils du comte Antal Khuen de Belás (1817–1886) et de la baronne Angelika Izdenczi (1823–1894), il reçoit l'autorisation de reprendre de nom ancestral de Héderváry et de s'appeler à l'avenir Khuen-Héderváry.
Membre à vie de la Chambre des magnats, chambellan KuK, véritable conseiller privé (1883), il est főispán Győr avant d'être nommé Ban du Royaume de Croatie-Slavonie en 1883. Il exerce cette fonction jusqu'en 1903. Il occupe le poste de Premier ministre à deux reprises : du 27 juin 1903 au 3 novembre 1903 puis du 17 janvier 1910 au 22 avril 1912. Il était également membre honoraire de l'Académie hongroise des sciences (1915)

## Décorations
- Chevalier de l'ordre de la Toison d'or (1891)
- Grand-croix de l'Ordre de Saint-Étienne de Hongrie

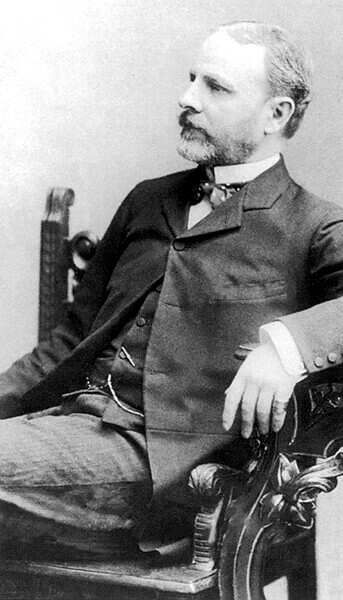
Károly Khuen-Héderváry vers 1903.